# Meserve-Gletscher
Der Meserve-Gletscher ist ein Gletscher im ostantarktischen Viktorialand. In der Asgard Range fließt er zwischen dem Bartley- und dem Hart-Gletscher in das Wright Valley fließt. 
Er zählt zu den Gletschern, die am langsamsten fließen. Pro Tag legt er maximal einen halben Zentimeter zurück. Für einen Meter benötigt er rund ein Vierteljahr und in den letzten 90 Jahren hat er nicht mehr als ein Drittel Kilometer zurückgelegt. Im Vergleich dazu erreichen Alpengletscher eine Fließgeschwindigkeit von 30 bis 150 Meter pro Jahr und in Westgrönland befinden sich Gletscher, die jährlich bis zu 7000 Meter zurücklegen.
Der US-amerikanische Geologe Robert Leslie Nichols (1904–1995) benannte ihn nach seinem Landsmann und Bergsteiger William „Bill“ Meserve, der ihm zwischen 1959 und 1960 bei der Erkundung des Marble Point behilflich war.